# Drmbon
Drmbon (in armeno Դրմբոն?) o Heyvaly (in azero Heyvalı) è una comunità rurale del distretto di Kəlbəcər, in Azerbaigian, fino al 2024 appartenente alla regione di Martakert nella repubblica di Artsakh (fino al 2017 denominata repubblica del Nagorno Karabakh).
Il paese conta poco più di 500 abitanti e si trova nei pressi del bacino idrico di Sarsang.
Nella zona si trova una delle più importanti miniere di rame dello Stato, attiva dal 2002 e con una produzione estrattiva di 350.000 tonnellate annue di minerale.

## Galleria d'immagini

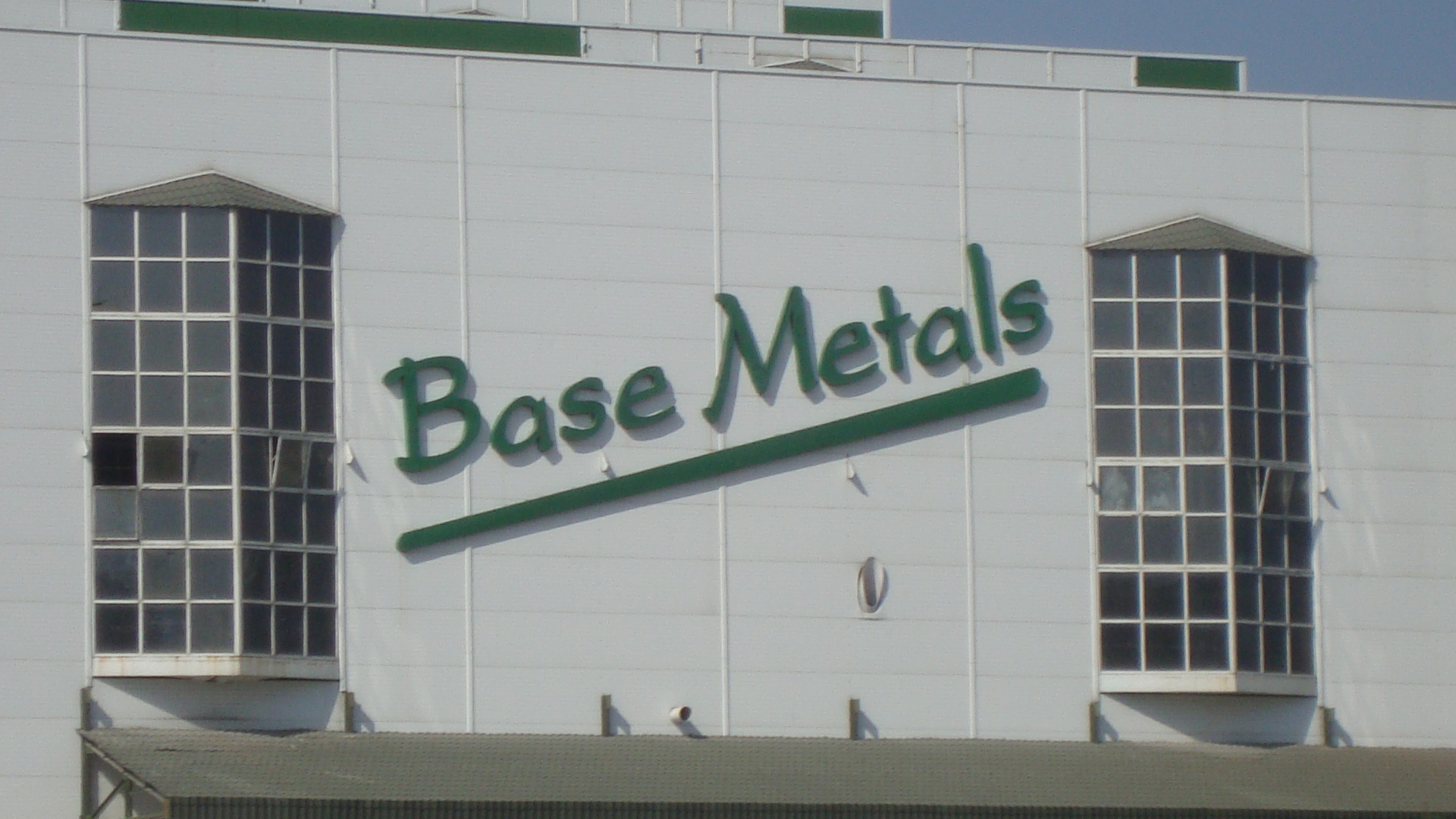
La sede della compagnia mineraria
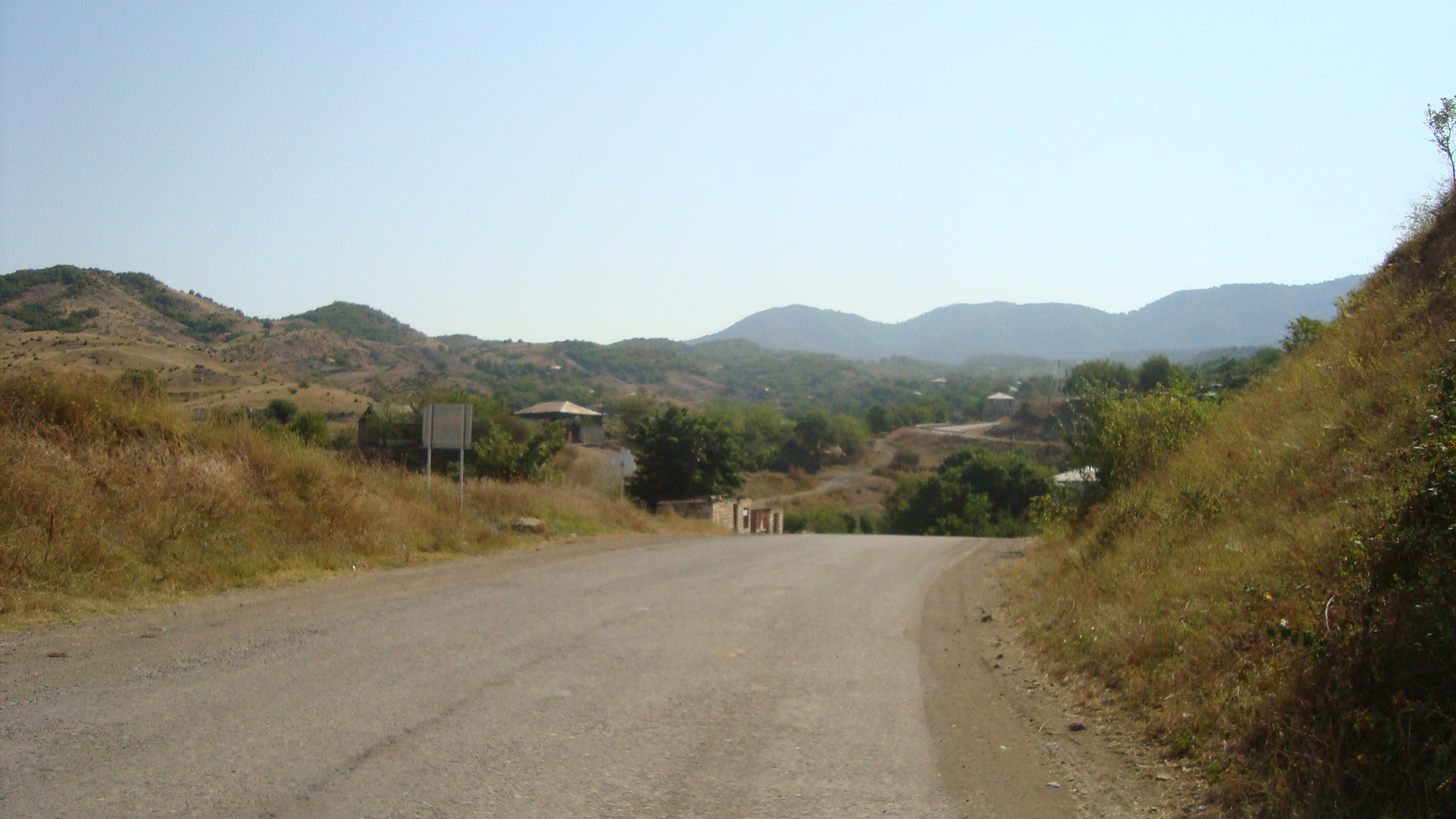
panorama
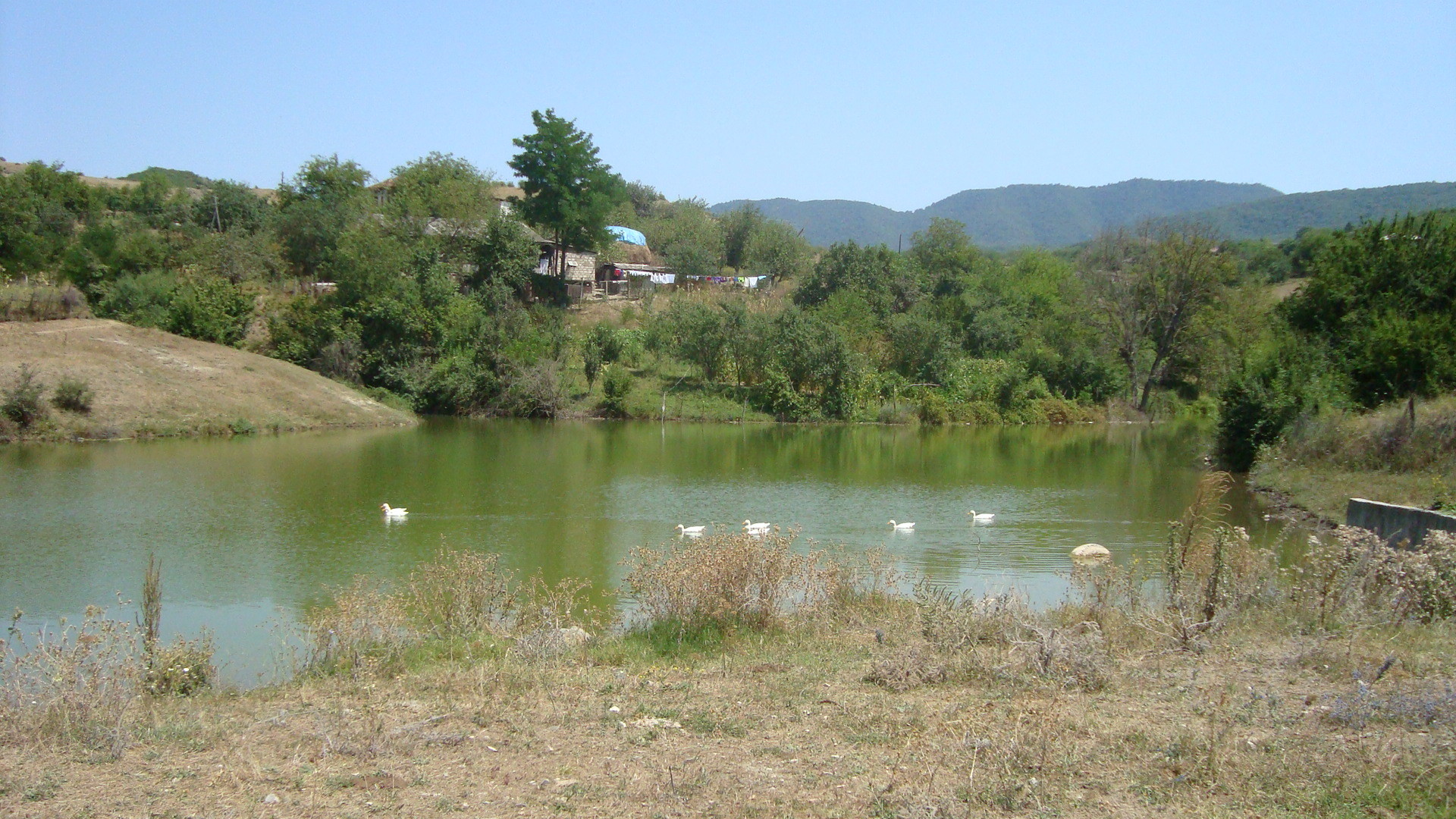
dintorni
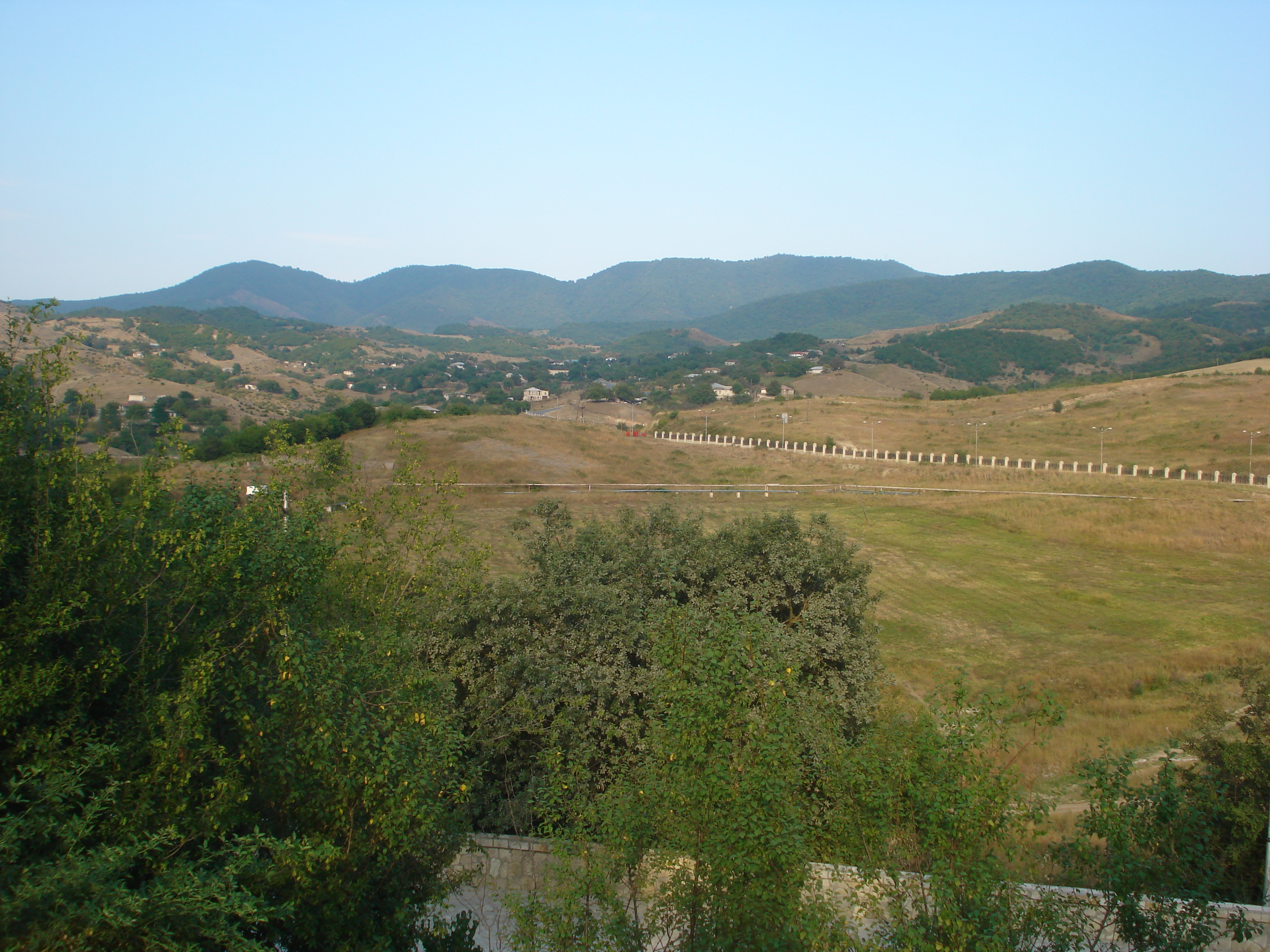
paesaggio